# Ladislao IV de Hungría
Ladislao IV, llamado el Cumano (en húngaro: IV. (Kun) László; en latín: Ladislaus IV) (5 de agosto de 1262 - 10 de julio de 1290). Vigesimosegundo Rey de Hungría (1272-1290), hijo de Esteban V de Hungría e Isabel la Cumana. Ladislao no obtuvo el apelativo de cumano a consecuencia de sus orígenes maternos, sino después de que abandonara la vida cristiana durante su reinado y viviera rodeado de cumanos.

## Temprana edad

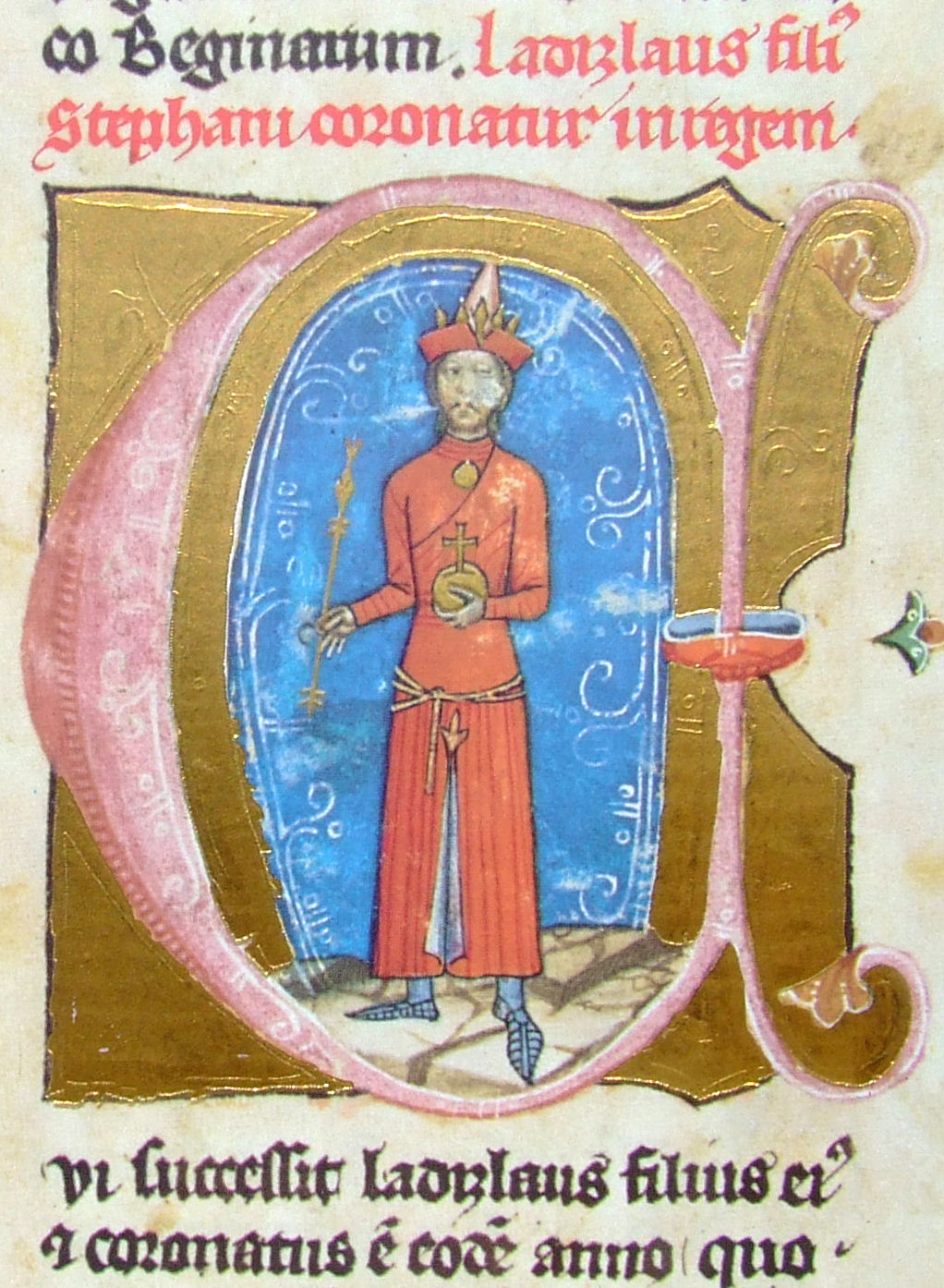
Ladislao IV con ropajes cumanos. Imagen de la Crónica Ilustrada húngara.

Durante su infancia Ladislao fue testigo directo de la relación tensa entre su padre Esteban V y su abuelo Béla IV, presenciando en muchas ocasiones hechos que probablemente lo afectaron permanentemente. A la edad de 2 años, su propio abuelo lo capturó junto con su madre y los encerró en la fortaleza de Turóc para presionar a Esteban V, puesto que ambos se hallaban en un conflicto armado abierto en ese momento. Luego de firmar la paz el 23 de marzo de 1266, Ladislao fue liberado.
Sin embargo, la situación de tensión continuó entre Esteban y Béla y en 1269, Ladislao fue comprometido en matrimonio por su padre con Isabela de Anjou, la hija del rey Carlos de Anjou y la ceremonia se celebró en 1270. En ese mismo año Esteban V fue coronado rey tras la muerte de su padre. Esteban reinó con mano de hierro, pero los procesos ya en avance no pudieron ser detenidos, el poder real se hallaba muy debilitado.
En verano de 1272, el rey y la corte se prepararon para viajar a Dalmacia para encontrarse con el rey Carlos I de Sicilia, pero el 24 de junio, el gobernador de la provincia de Eslavonia, Joaquín Gutkeled raptó al joven Ladislao de 10 años y se lo llevó a una de sus residencias principales, la fortaleza de Kapronca. Desesperado, Esteban V envió sus tropas contra el castillo de Kapronca, pero el 6 de agosto de 1272 murió el rey a los 33 años de edad. 
Aún no se ha hallado una explicación contundente, pero inmediatamente después de la muerte de Esteban V, Joaquín Gutkeled e Isabel la Cumana, la reina viuda, se apresuraron a llevar a Székesfehérvár al joven príncipe Ladislao, donde fue coronado como el rey Ladislao IV de Hungría.

## Ascenso al trono y tendencias cumanas

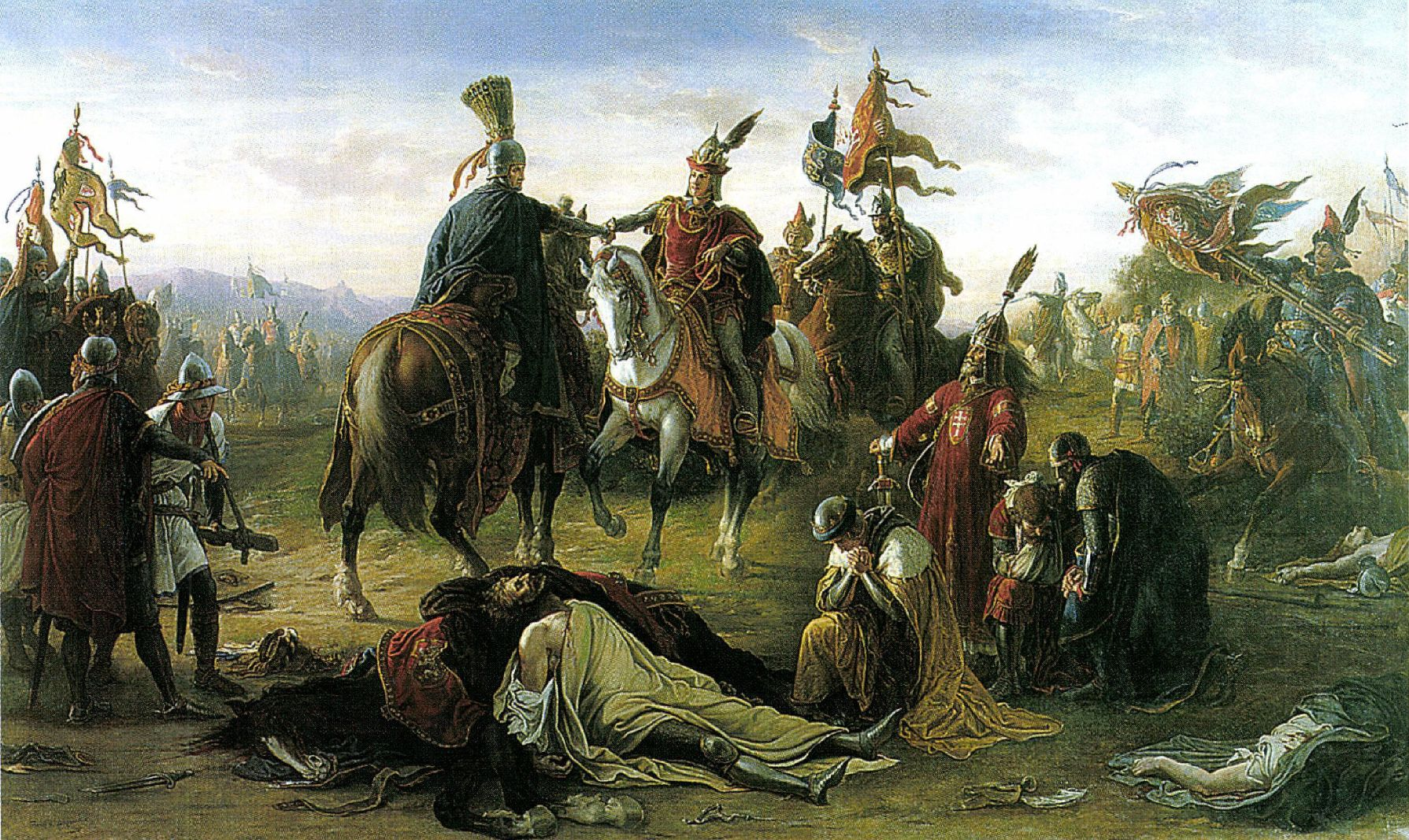
Encuentro entre Ladislao IV y Rodolfo I de Habsburgo. Obra de Mór Than.

Durante la primera década del reinado del pequeño Ladislao IV, gobernaron en su lugar los nobles Joaquín Gutkeled y Enrique Kőszeg, siendo sus familias oligarcas las de más relevancia, arrestando en varias oportunidades al joven rey y a su madre, los cuales fueron rescatados y apoyados por los poderosos nobles Pedro Csák y Mateo Csák. De esta forma, Hungría se vio sumida en una guerra civil entre familias nobles durante varios años, hasta que los Gutkeled y los Kőszeg fuerond desplazados paulatinamente. 
El rey Ladislao sería apodado el cumano, precisamente porque su madre era una princesa cumana. En 1273 sobrevino la guerra húngaro-checa, puesto que el rey Otakar II de Bohemia siguió con aspiraciones de conquistar Hungría. El final de la guerra en el mismo año generó la pérdida de las ciudades húngaras de Óvár, Moson, Győr y Sopron, así como de sus regiones circundantes.
Por otra parte, en octubre del mismo año, Rodolfo I de Habsburgo fue coronado rey de los alemanes, y Otakar II de Bohemia no le reconoció, sino que al contrario, le retó. Ante esto, se celebró una asamblea en Núremberg en 1274, donde se le dio aprobación a Rodolfo I de atacar a Otakar II y de tomar sus territorios. Esta resultó ser la ocasión perfecta para que el reino húngaro se aliase con los germánicos y de esta manera recuperase los territorios recientemente perdidos. En 1276 se planificó un ataque contra Bohemia, donde Hungría estaría aliada al rey germánico. No obstante, Ladislao IV solo llegó hasta la ciudad húngara de Sopron, cuando Otakar juró lealtad a Rodolfo y el conflicto se vio solucionado. Al final recuperaría todos los territorios tomados por los checos, a excepción de Sopron, el cual sería recuperado posteriormente por Ladislao IV.
En 1277 se convocó a la asamblea de Rákos, donde los obispos y nobles de más alto rango se reunieron con el joven rey para plantearle la situación caótica del reino, nombrándolo ya mayor de edad y capacitado para gobernar. Sin embargo, esta asamblea no llegó a ninguna conclusión definitiva para resolver la situación de los nobles y el clero que se hallaban excluidos cada vez más de la vida política.

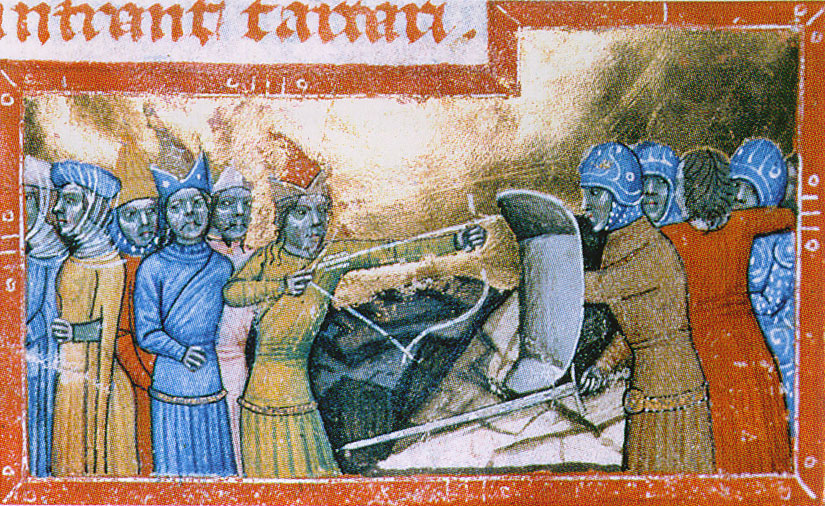
Mongoles con arcos y flechas atacando a cumanos y húngaros en 1284. Imagen de la Crónica Ilustrada húngara.

Luego de que en 1278 llegasen sacerdotes a Hungría como enviados de Roma, trayendo un comunicado en el que se reducía el poder del rey, Ladislao IV rompió lentamente con la Iglesia y en 1284 se mudó a vivir con los cumanos en sus campamentos. Ladislao IV y sus cumanos enfrentaron en 1285 una invasión de mongoles al mando de Nogai Khan. Hungría no había sufrido tales desastres desde 1241, cuando el rey Béla IV fue derrotado y obligado a huir por los mongoles, causando la destrucción de casi todo el reino. En esta segunda ocasión los tártaros invadieron la región de Transilvania y tras devastarla llegaron hasta Pest, donde el rey Ladislao IV los derrotó con la ayuda de sus tropas cumanas. El monarca húngaro los expulsó hasta los estrechos del oriente de la Cuenca de los Cárpatos donde los székely se sumaron a la lucha de los húngaros y cumanos contra los mongoles.
Después de detener la invasión mongola, Ladislao IV regresó a su campamento cumano y continuó cada vez más alejado de la Iglesia y el cristianismo, ignorando y desprestigiando su autoridad. Esta actitud hostil que no favorecía ni a la nobleza húngara ni al clero pronto le mereció a Ladislao IV en 1287 la excomunión por el arzobispo de Esztergom. Ladislao IV mantendría entonces malas relaciones con la Iglesia y con su propia esposa Isabela de Anjou, a la cual mandó a encerrar en un convento por varios años. El monarca húngaro se vestía, hablaba y se comportaba como un cumano, abandonando el estilo de vida húngaro y creando una situación de vacío de poder real, del cual al mismo tiempo disponía en gran parte. En 1290, un grupo de nobles cumanos, Árbóc, Törtel y Kemence, atacaron a Ladislao IV cerca de la fortaleza de Körösszeg y le dieron muerte.
Lo sucedió su tío segundo Andrés.